# Марич, Марко
Марко Марич (хорв. Marko Marić; род. 3 января 1996, Вена, Австрия) — хорватский футболист, вратарь клуба «Зриньски».

## Клубная карьера
Марич — воспитанник австрийского клуба «Рапид» из своего родного города. В 2011 году Марко начал выступать за команду дублёров. 11 мая 2014 года в матче против «Рида» он дебютировал за основной состав в австрийской Бундеслиге.
Летом 2015 года Марич перешёл в немецкий «Хоффенхайм». Сумма трансфера составила 375 тыс. евро. Сразу же для получения игровой практики Марко был отдан в аренду в польскую «Лехию» из Гданьска. 17 июля в матче против «Краковии» он дебютировал в польской Экстраклассе. Летом 2016 года Марко на правах аренды перешёл в «Ганновер 96», но из-за высокой конкуренции играл только за вторую команду.
Летом 2017 года Марич был отдан в долгосрочную аренду в норвежский «Лиллестрём». 24 сентября в матче против «Русенборга» он дебютировал в Типпелиге.
13 января 2020 года Марич перешёл в клуб MLS «Хьюстон Динамо». В главной лиге США он дебютировал 29 февраля в матче стартового тура сезона против «Лос-Анджелес Гэлакси». По окончании сезона 2021 «Хьюстон Динамо» не стал продлевать контракт с Маричем.
31 января 2022 года Марич подписал 1,5-летний контракт с греческим клубом «Атромитос».
В начале февраля 2023 года стало известно, что Марко Марич продолжит карьеру в боснийском клубе «Зриньски».

## Международная карьера
В 2013 году Марич в составе юношеской сборной Хорватии принял участие в юношеском чемпионате Европы в Словакии. На турнире он сыграл в матчах против команд Италии, России и Украины.
В том же году Марич поехал на юношеский чемпионат мира в ОАЭ. На турнире он сыграл в матчах против Марокко, Панамы и Узбекистана.

## Достижения
Командные
 «Лиллестрём»
- Обладатель Кубка Норвегии: 2017